# 蓋·本森
蓋·本森（英語：Guy Pelham Benson，1985年3月7日—） 是美國的一位專欄作家和政治評論家。他主要出演福斯新聞頻道的節目。他持有保守派政治立場。本森也是一位同性戀者，並在2019年結婚。

## 外部連結
- "The Guy Benson Show" Site （页面存档备份，存于）
- 蓋·本森的X（前Twitter）
- Guy Benson's Columns （页面存档备份，存于）
- Guy Benson, "Farewell (Sort of)", National Review, August 29, 2010 （页面存档备份，存于）
- C-SPAN內的頁面（英文）